# ムシトリスミレ属
ムシトリスミレ属（ムシトリスミレぞく、学名：Pinguicula、和名漢字表記：虫取菫属）はタヌキモ科の属の一つ。

## 特徴
多年草。湿原や湿り気がある岩地、地面などに生育する。根ぎわから根出葉をロゼット状につける。葉は長楕円形で、縁は全縁で内側にややまくれ上がり、やわらかくやや厚い。葉の表面に腺毛が密生し、粘液を分泌して虫を捕える。萼は唇形で5裂し、花冠の上唇は2裂し、下唇は上唇より大きく3裂し、基部には長く先のとがった距があり、スミレに似る。
北半球の温帯から寒帯、南アメリカの高山、南極地方に約80種あり、日本には2種が生育する。

## 種

### 日本に分布する種
- コウシンソウ Pinguicula ramosa Miyoshi
- ムシトリスミレ Pinguicula vulgaris L.

### 栽培種、主な外国の種
- アシナガムシトリスミレ Pinguicula caudata Schltdl.
- ピングイクラ・エマルギナタP. emarginata S.Z.Ruiz & Rzed.（メキシコ原産）
- マルバムシトリスミレ Pinguicula glandulosa Trautv. et C.A.Mey.
- ヒメムシトリスミレ Pinguicula lusitanica L.
- キバナムシトリスミレ Pinguicula lutea Walter
- ピングイクラ・プリムリフロラ P. primuliflora C.E.Wood & R.K.Godfrey （米国南東部原産）
- カラフトムシトリスミレ Pinguicula villosa L.

## ギャラリー
- コウシンソウ
- ムシトリスミレ

2024年11月 大阪市 咲くやこの花館にて撮影
- ピングイクラ・エマルギナタ
- ピングイクラ・プリムリフロラ